# Roberto Costa (giornalista)

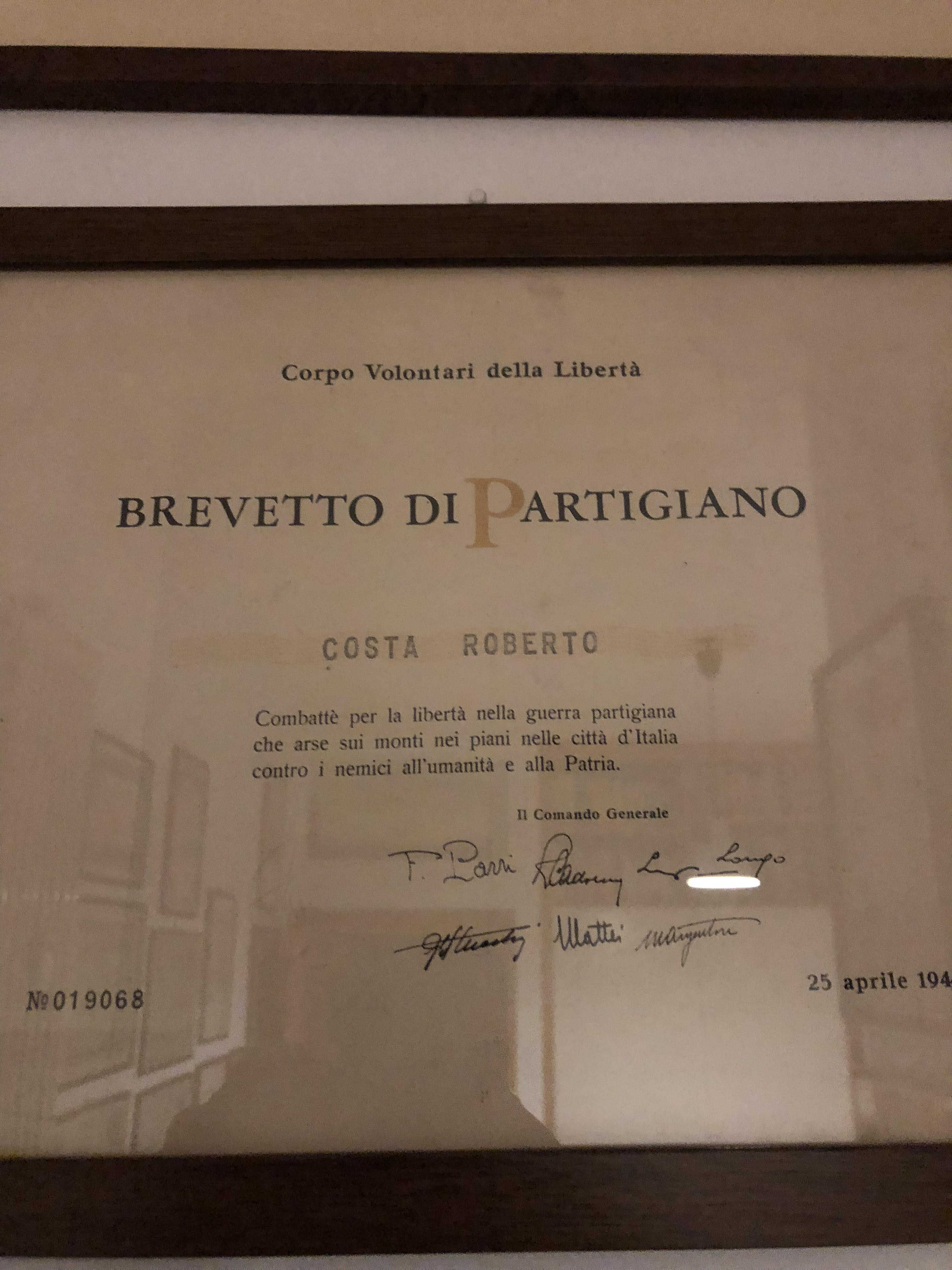
Il Brevetto di Partigiano rilasciato a Roberto Costa

Roberto Costa (Gravellona Toce, 6 settembre 1920 – Milano, 30 maggio 1985) è stato un partigiano, giornalista, scrittore e pittore italiano.

## Biografia
Laureato in lettere, ha lavorato alla Rai per oltre quaranta anni. Dal 1945 al 1977 presso la Sede Rai di Milano, prima come segretario di redazione, poi come radiocronista e inviato speciale, quindi come caporedattore, capo servizi giornalistici, vice direttore dei servizi giornalistici e infine come condirettore di sede.

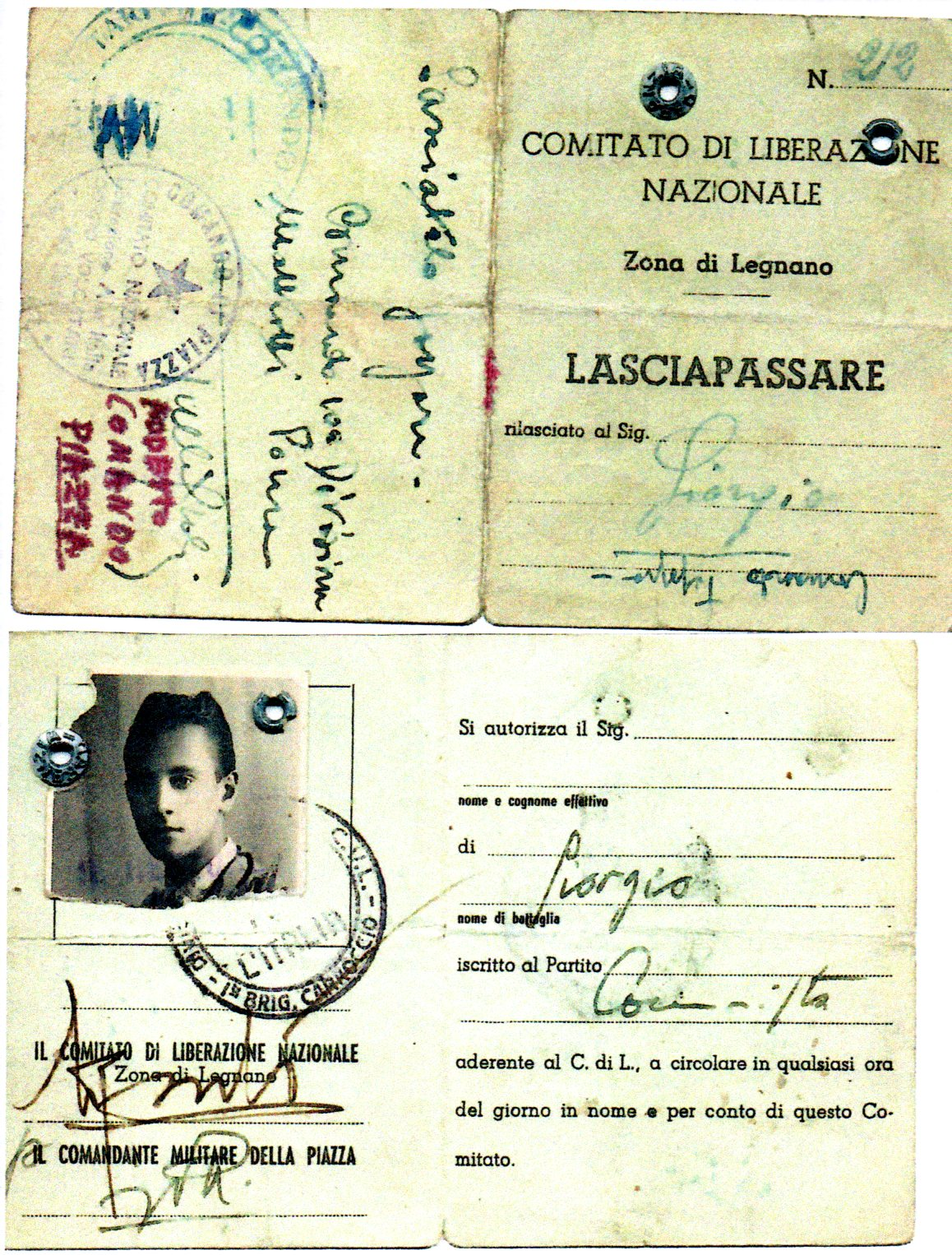
Il lasciapassare del CLN rilasciato a Roberto Costa, nome di battaglia: Giorgio

Comandante partigiano con il nome di battaglia Giorgio, è stato membro del CLN di Legnano e nel 1945 Capo Ufficio Stampa del Corpo Volontari della Libertà e nello stesso anno è stato il fondatore e direttore di Radiotricolore trasmissione di mezz'ora giornaliera, trasmessa nel Nord Italia.

### Attività di giornalista
Giornalista professionista dal 1945.
Come inviato ha effettuato servizi radiofonici e televisivi dall'Italia e dall'estero: Europa, America, Africa, Giappone. Ha collaborato con alcuni fra i maggiori quotidiani e settimanali italiani e con la Radio e Televisione Svizzera.
Come inviato speciale ha realizzato oltre cento reportage fotografici. Nel 1949, utilizzando per la prima volta in Italia il registratore magnetico a nastro, effettuò, tra i barboni milanesi, travestito da clochard, un documentario inchiesta che rimane nella storia del giornalismo radiofonico.
È alla Radio dal 1945. Dopo aver fatto normali servizi di radiocronache, tra cui numerose da aerei in volo, nel dicembre 1947 effettua la prima della serie delle radiocronache stravaganti.
Dicembre 1947 immersione nel porto di Genova con scafandro da palombaro e radiocronaca di recupero di navi da guerra.
Gennaio 1948 - primo esperimento in Italia di trasmissione da mezzi in movimento. Con un trasmettitore a spalla percorre le vie di Milano facendo una radiocronaca nel traffico cittadino.
Gennaio 1948 - con lo stesso trasmettitore portatile fa la radiocronaca del tentativo di record mondiale di motonautica effettuato da Achille Castoldi. Sulla prua dell’entro bordo di 450 chilogrammi, motore Alfa Romeo 1500 cm³ capace di raggiungere velocità superiori ai 120 km/h fa la radiocronaca mentre il motoscafo è lanciato sullo specchio d’acqua dell’Idroscalo di Milano.
Febbraio 1948 - partecipa ad uno spettacolo del circo equestre Jarz. Durante il numero delle fiere entra con il domatore nel recinto dei leoni e vi rimane sino alla fine dello spettacolo facendone la radiocronaca.
Marzo 1948 - partecipa con Pietro Vassena alle prime immersioni del batiscafo C3. È l’unico giornalista sceso con Vassena nelle profondità del lago di Como.
Marzo 1948 - segue con la troupe dei radiocronisti la Milano Sanremo ed esperimenta per la trasmissione diretta un trasmettitorino portatile facendo la radiocronaca da bordo di una motocicletta che fiancheggia i corridori, della corsa nel tratto della Salita del Turchino.
Nell’ottobre 1948 fa un altro stravagante esperimento. Si mette a chiedere l’elemosina nel centro di Milano. Prova sistemi diversi: dipinge Madonne con gessi colorati sui marciapiedi, aspetta la carità all’uscita delle Chiese. Anche i luoghi non sono gli stessi. Saggia, per così dire, la generosità dei vari quartieri del centri.
Durante questa sua esperienza avvicina i primi “barboni” milanesi che vivono in una orgogliosa dignità senza elemosinare. Fa le prime brevi registrazioni inserite nelle “istantanee radiofoniche” brevissime trasmissioni riguardanti ambienti e personaggi diversi.
Per un anno segue con pazienza i personaggi del grande esercito dei barboni milanesi ed infine nell’ottobre 1949 comincia a registrare le prime battute del documentario radiofonico “i barboni”.
Le ricerche dei tipi ed il lavoro di registrazione durano più mesi. Il 12 maggio 1950 “I barboni” vengono trasmessi con successo di critica unanime. Si parla di una nuova tecnica del documentario radiofonico.
Il documentario ha fortemente influenzato per le presentate il film Miracolo a Milano realizzato nel 1951 da Vittorio De Sica
Nel 1966 cura la Domenica Sportiva coi colleghi Giorgio Boriani, Carlo Beccarelli, Nino Greco, Aldo De Martino con la collaborazione di Attilio Carosso
Dal 1963 al 1970 ha rappresentato a Bruxelles la Rai nella Commissione Europea dei Problemi radiotelevisivi della CEE. E stato due volte consigliere dell'Ordine dei Giornalisti.
Ha tenuto corsi sul linguaggio radiofonico e televisivo presso la Scuola Superiore per Interpreti e Traduttori di Milano. Ha svolto sullo stesso tema anche corsi estivi di perfezionamento per studenti universitari.
Ha vinto il Premio Saint Vincent con La Valle del Diavolo nel 1951 e con Gli Eremiti della Montagna nel 1957. A Napoli nel 1954 si è aggiudicato il Premio Calliope per il documentario La via dei Miracoli. Questo documentario radiofonico è stato registrato al Santuario della Madonna dei Miracoli di Casalbordino dove ha ritrovato gli stessi personaggi descritti da Gabriele D'Annunzio nel romanzo Il trionfo della morte e dal pittore Francesco Paolo Michetti nel celebre quadro la Via degli Storpi.
Ha vinto il Premio Napoli nel 1957.
ELENCO DOCUMENTARI
Le acque di Cristo  trasmesso il 18/11/1953
Appuntamento nell'etere, trasmesso il 18/1/1952
Gli Attacchini, trasmesso il 21/9/1956
A Baiardo si canta come nel Medio Evo, trasmesso il 1/4/1955,
I Barboni, trasmesso il 4/4/1952
Camaldoli trasmesso il 19/8/1954
Carcoforo trasmesso il 17/7/1953 
Cascinale Lomellina trasmesso il 23/9/1955
Il Ciclone è passato trasmesso il 1/5/1955
La clinica dell'infortunio trasmesso il 20/8/1956
Commessi viaggiatori trasmesso il 20/3/1954
Crociera al Sud trasmesso il 9/10/1953
Di qui è passato Napoleone trasmesso il 17/12/1952
La domenica del soldato trasmesso il 16/1/1955
Gli eremiti della montagna trasmesso il 2/7/1952
Fabbrica caramelle trasmesso il 12/12/1953
Fiamme Gialle sul mare trasmesso il 18/6/1954
La freccia del Sud trasmesso il 28/2/1955
Gente dei Carugi trasmesso il 6/5/1954
Gran Canaria trasmesso il 18/12/1953

### Attività di scrittore
Ha pubblicato oltre trenta opere, per adulti e per ragazzi. Con Maroja gli sono stati assegnati nel 1972 il Premio Campione e il Premio 12 Apostoli.
Ha vinto il Premio Marzotto nel 1957, il Premio Bancarellino nel 1958, il Premio Castello Sanguinetto 1959 e due Premi del Consiglio dei Ministri.
Gli è stato assegnato il Premio Europa nel 1965 per L'uomo questo inventore, tradotto in francese, inglese, spagnolo, portoghese e arabo.
Con Il Rosso Vichingo, pubblicato da Rusconi, storia di Erik il Rosso, scopritore della Groenlandia, ha vinto il secondo Premio Castello Sanguinetto nel 1978.
Gli sono stati inoltre conferiti il Premio Internazionale Madonnina (1969), la Medaglia d’Oro di Benemerenza del Comune di Milano (1970) per la sua attività culturale, giornalistica e di scrittore. Nel 1962 gli è stato assegnato il Premio Internazionale Biancamano perché “animatore impareggiabile del nuovo Centro RAI-TV di Milano che ha portato a rinomanza internazionale.
Maroja e Perché ho scelto questo mestiere pubblicati dalla SEI, hanno avuto un notevole successo e sono stati adottati come libri scolastici di cultura per il biennio seguente la scuola media. Musumeci Editore ha pubblicato i suoi Racconti delle nostre Valli. Da uno di questi racconti è stato tratto lo sceneggiato televisivo, per la regia di Nazzareno Marinoni, trasmesso da Rai 3, dal titolo Efisio, contrabbandiere solitario, interpretato da Cesare Desandré. Lo sceneggiato, quasi interamente in patois, ha avuto notevole successo, per il contenuto e per l'interpretazione del Desandré e degli altri attori, tutti presi dalla vita quotidiana.
Il Presidente Giuseppe Saragat, nel 1968, gli ha conferito l'onorificenza di Commendatore della Repubblica Italiana. Per gli stessi meriti la Repubblica di San Marino gli aveva conferito l’onorificenza Cavaliere Ufficiale dell’Ordine di Sant’Agata nel 1966.

### Attività di pittore
Ha tenuto numerose personali in Italia e all'estero. Un grande successo editoriale è stato il Iibro 40 gatti una raccolta di disegni presentata da Ruggero Orlando, edito da Cortina Editore.